# Septembre 2010

## Faits marquants
- 1er septembre : fin de la Guerre d'Irak (commencée le 19 mars 2003).
- 1er septembre : le gouvernement allemand adopte un plan d'économies de 80 milliards d'euros jusqu'en 2014.
- 2 septembre : Barack Obama accueille à Washington les négociations de paix entre le Premier ministre israélien Benyamin Netanyahou et le président de l'Autorité palestinienne Mahmoud Abbas, accompagnés du roi Abdallah de Jordanie et du président égyptien Hosni Moubarak.
- 3 septembre : suicide, contesté par ses proches, du journaliste d'opposition biélorusse Oleg Bebenine.
- 4 septembre : condamnation par le tribunal de première instance de Lisbonne, au terme de six ans de procédure, du réseau pédophile de la Casa Pia.
- 7 septembre : l'armée pakistanaise proclame sa victoire dans l'offensive d'Orakzai et de Kurram lancée en mars 2010 dans une région sous contrôle taliban depuis deux ans.
- 11 septembre : Somewhere de Sofia Coppola remporte le Lion d'or à la 67e Mostra de Venise.
- 16 septembre : sept salariés d'Areva et Vinci (cinq Français, un Togolais et un Malgache) sont enlevés par AQMI dans la région d'Arlit au Niger.
- 19 septembre : élections législatives en Suède. Le centre droit ne conserve qu'une majorité relative au Parlement, et vingt députés d'extrême droite sont élus (5,7 %).
- 27 septembre : départ à Monaco du navire solaire PlanetSolar de Raphaël Domjan, premier tour du monde à l'énergie solaire de l'histoire qui se termine le 4 mai 2012 à Monaco après 60 000 km.
- 28 septembre : début d'un mouvement de grève contre la réforme des retraites en France.
- 29 septembre : à Bruxelles, lors d'une euromanifestation rassemblant 100 000 personnes, la police fédérale belge rafle officiellement 250 personnes, toutes de moins de 25 ans, avant même le début de la manifestation. En fait, près de 4 000 personnes sont interpellées, pour des motifs vestimentaires, ou politiques (activistes en grande partie). Cet événement prélude à trois jours d'échauffourées dans Bruxelles, et à près de trente hospitalisations, la plupart des interpellés blessés, apparemment, par les policiers durant leur interrogatoire.
- 30 septembre : une tentative de coup d'État en Équateur est contrée par le gouvernement de Rafael Correa.

## Sport
- Début des éliminatoires de l'Euro 2012. La France perd le 3 septembre face à la Biélorussie  (0-1), mais bat la Bosnie-Herzégovine (2-0) le 7 septembre.

## Médias
- Direct Star remplace Virgin 17 le 1er septembre a 00h00.
- Ciné First cesse définitivement d'émettre le 1er septembre sur différents FAI et le 30 septembre sur BIS télévision.